# 자기돌봄

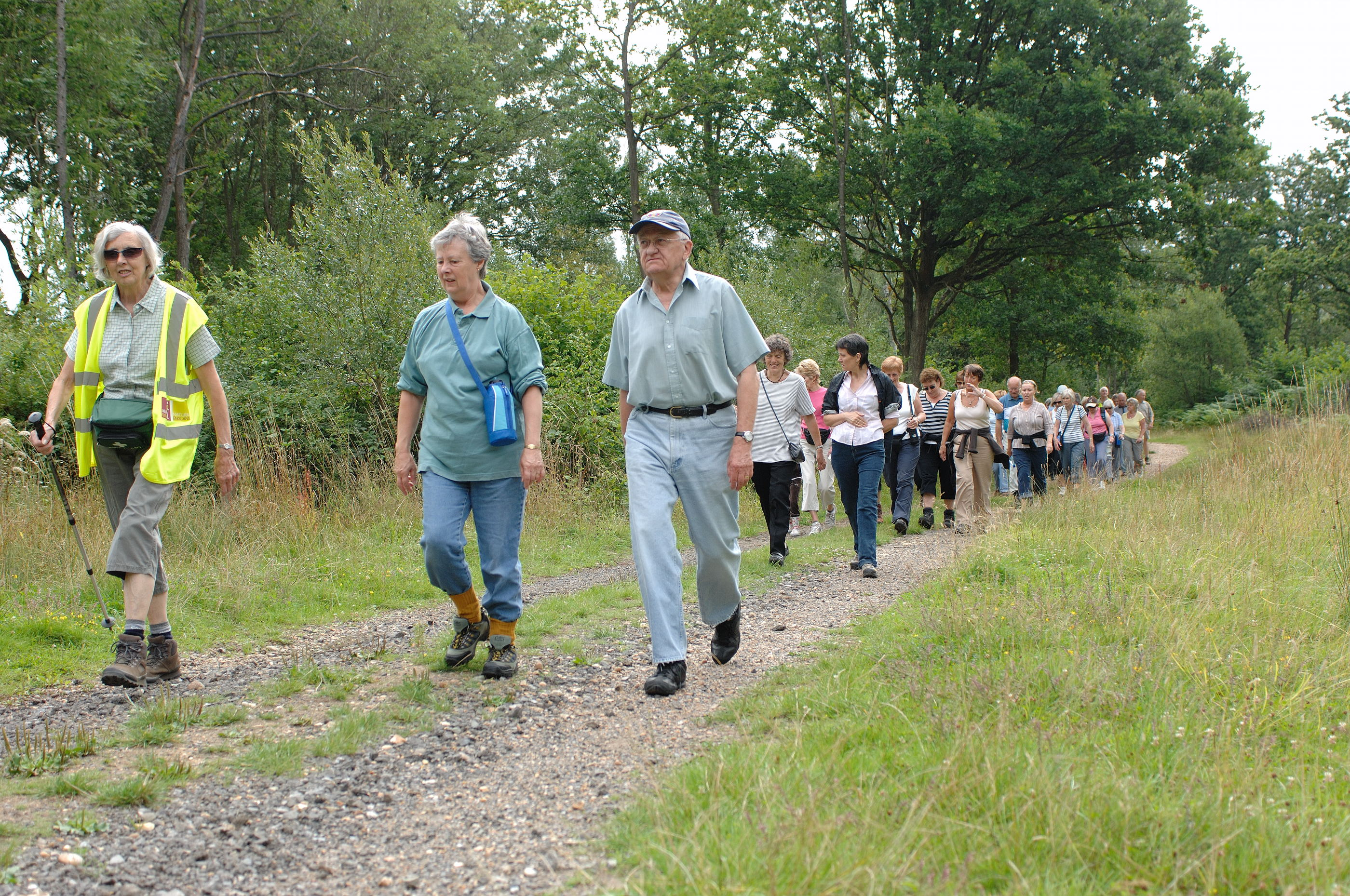
걷기는 좋은 건강 유지를 위해 도움이 된다.

자기돌봄, 자가 치료 또는 셀프케어(self-care)는 자신의 전체적인 안녕을 보장하고 건강을 증진하며 질병이 발생했을 때 적극적으로 관리하기 위한 행동을 확립하는 과정으로 정의되었다. 개인은 음식 선택, 운동 (활동), 수면 및 위생을 통해 매일 어떤 형태로든 자기돌봄에 참여한다. 자기돌봄은 단독 활동일 뿐만 아니라, 자기돌봄을 수행하는 사람을 지원하는 그룹인 커뮤니티가 전반적으로 자기돌봄 활동에 대한 접근, 실행 및 성공에 역할을 하기 때문이다.
질병의 증상이 나타나지 않을 때는 일상적인 자기돌봄이 중요하지만, 질병이 발생한 경우에는 자기돌봄이 필수적이다. 일상적인 자기돌봄의 일반적인 이점에는 질병 예방, 정신 건강 개선, 상대적으로 향상된 삶의 질이 포함된다. 자기돌봄 관행은 개인마다 다르다. 자가 관리는 전 세계 정부에 부과되는 의료 비용의 전 세계적 상승에 대한 부분적인 해결책으로 간주된다.
개인 건강, 위생 및 생활 조건 측면에서 자기돌봄이 부족한 것을 자기 방치라고 한다. 간병인이나 개인 돌봄 보조자가 필요할 수 있다. 이러한 홈 케어 근로자와 관련된 지식이 점점 늘어나고 있다.
로리그(Lorig)와 홀먼(Holman)이 설명한 자기돌봄과 자기 관리(self management)는 밀접하게 관련된 개념이다. 그들은 선구적인 논문에서 의료 관리, 역할 관리, 감정 관리 등 세 가지 자기 관리 작업과 6가지 자기 관리 기술, 즉 문제 해결, 의사 결정, 자원 활용, 환자-의료인 파트너십 형성, 행동 계획 및 자기 맞춤화를 정의했다.

## 같이 보기
- 집행 기능
- 대체의학
- 공공장소